# سايبروس ليجولاريس
سايبروس ليجولاريس هو نوع من نبات البردي موطنه الأجزاء الجنوبية من أمريكا الشمالية وأمريكا الوسطى والأجزاء الشمالية من أمريكا الجنوبية وكذلك على طول الساحل الشرقي لأفريقيا.

## شاهد ايضاً
- List of Cyperus species